# Otto Gottlieb Mohnike
Otto Gottlieb Mohnike (ur. 24 lipca 1814 roku, zm. 26 stycznia 1887 roku) był niemieckim lekarzem pochodzącym z Stralsund. Jego ojcem był niemiecki filolog Gottlieb Mohnike (ur. 1781, zm. 1841).
Studiował medycynę na Uniwersytetach w Greifswald i Bonn, a następnie powrócił do Stralsund aby podjąć praktyki. W latach 1844 do 1869 pracował jako lekarz w armii holenderskiej, później zajmował się już głównie fizyką w Bonn, gdzie zmarł 26 stycznia 1887 roku.
Głównym osiągnięciem Mohnika było wprowadzenie pierwszej ogólnonarodowej szczepionki na ospę w Japonii. Poprzednie takie próby zakończyły się w Japonii niepowodzeniem ponieważ wcześniejsze szczepionki traciły swoje właściwości podczas długiego transportu drogą morską.